# C17H20N2O2S
化学式C17H20N2O2S的化合物（摩尔质量：316.42 g/mol）可以指：
- 替诺立定，CAS号：24237-54-5
- N,N'-二(4-乙氧基苯基)硫脲，CAS号：1234-30-6
- 二氧丙嗪，CAS号：13754-56-8
- 苯丁酮对甲苯磺酰腙，CAS号：41780-81-8
- 2,3,4,6,7,8-六氢-4-(4-甲氧基苯基)-7,7-二甲基硫代-5(1H)-喹唑啉酮，CAS号：433969-03-0

|  | 这个同类索引页列出了具有相同分子式的化学物（即同分異構體）条目。 除非您是有意链接至本页，否则应将相应条目的内部链接指向正确的条目。 |